# Сура Аль-Муджаділя
Сура Аль-Муджаділя (араб. سورة المجادلة‎) або Суперечка — п'ятдесят восьма сура Корану. Мединська, містить 22 аяти.